# コンキアン
コンキアン（conquian）は、トランプを使った歴史的なラミー系のカードゲームである。知られるかぎり、西洋のすべてのラミー系のゲームのなかでもっとも古い。
コンキアンはおそらく南米発祥のゲームで、ラテンスタイルの40枚のトランプを使用していた。19世紀後半にはアメリカ合衆国に伝来し、「クーンキャン（Coon Can）」とも呼ばれた。
コンキアンはおそらく西洋のすべてのラミー系ゲームの祖先にあたるが、そのルールは現在のラミーとはかなり異なっている。現在一般に行われているゲームの中で、コンキアンに近いルールを持つものにパンギンギがある。

## ルール
ラテンスタイルの40枚のトランプを使用するが、ここでは通常のトランプを使用し、8・9・10を抜く方法を説明する。このゲームでは、Aはつねに単なる「1」として扱う。
ゲームの目的は、10枚の手札に1枚を加えた11枚すべてを複数のメルドにして公開することである。メルドには2種類がある。
1. グループ：同じランクの3枚または4枚のカードの組み合わせ
2. シーケンス：同じスートでランクの連続する3枚以上8枚以下[2]のカードの組み合わせ。7とJは連続することに注意。KとAはつながらない。

2人で競技する。ディーラーは10枚ずつの手札を配る。残りの20枚は伏せて重ね、山札とする。
ディーラーでない方からはじめ、交互に以下のことを行う。
1. 捨て札があって、その一番上のカード（直前に相手が捨てたカードまたは相手がパスしたカード）をメルドの一部として使える場合は、そのカードを取って、それを使うことができる。そうしない場合は、捨て札の一番上のカードがあるならそれを裏返した後、山札の一番上のカードを取って表にし、それを使うかまたはパスする。
2. 取ったカードを使う場合は、取ってきた1枚と手札を使ってメルドを作ったり、自分の公開ずみのメルドに追加する。すべての手札を公開できたら、そこでプレイは終了する。さもなくば、手札から任意の1枚を表を向けて捨てる。新しいメルドを公開するときは、かならず引いてきたカードと組み合わせる必要がある。手札の中にすでにメルドがあっても、それだけでは公開できないことに注意。
3. パスする場合は、山札から引いたカードは表向きにテーブルに置いたままにする。

いかなる場合も、取ったカードを手札に加えてはならない。
メルドを公開するときに、自分の公開ずみのメルドの一部のカードを分離して、別のメルドを作ることができる。たとえば、すでに5♣-6♣-7♣-J♣を公開しており、山札から5♦を引いてきたときは、手札にある5♠を出して、すでに公開してある5♣を分離して5♣-5♦-5♠と6♣-7♣-J♣の2つのメルドにできる。
捨て札を使って公開ずみのメルドに追加できる場合、捨て札を使うように相手に要求されたら、そのカードを使わなければならない。このルールは、相手の残りの手札が2枚になって、残り1枚を待っていると思われるときに、相手の手札をくずす技法として利用される。
引いてきたカードと手札をあわせて11枚の手札をすべてメルドにして公開したら、上がりとなり、そこでプレイは終了する。捨て札をすることによって手札が0枚になった場合は上がりではないことに注意。負けた方は勝った方に決まった額を支払う。
誰もあがらないうちに山札がつきたら、引き分けとなり、次回は負けた側が勝った側に倍額を支払う。